# Galium setuliferum
Galium setuliferum är en måreväxtart som beskrevs av Friedrich Ehrendorfer och Schönb.-tem.. Galium setuliferum ingår i släktet måror, och familjen måreväxter. Inga underarter finns listade i Catalogue of Life.